# 下泰莱凯什
下泰莱凯什（匈牙利語：Alsótelekes）是匈牙利包尔绍德-奥包乌伊-曾普伦州所辖的一个村，与上泰莱凯什相邻。总面积6.44平方公里，总人口146，人口密度22.7人/平方公里（2011年1月1日）。